# الكأس الذهبية تحت 20 سنة لكرة القدم
الكأس الذهبية لكرة القدم تحت 20 سنة هي مسابقة كرة قدم ينظمها كونكاكاف للمنتخبات تحت 20 سنة.